# Protonemura androsiana
Protonemura androsiana är en bäcksländeart som beskrevs av Isabel Pardo och Peter Zwick 2004. Protonemura androsiana ingår i släktet Protonemura och familjen kryssbäcksländor. Inga underarter finns listade i Catalogue of Life.